# Telmatoscopus pappi
Telmatoscopus pappi är en tvåvingeart som först beskrevs av Wagner 1979.  Telmatoscopus pappi ingår i släktet Telmatoscopus och familjen fjärilsmyggor.
Artens utbredningsområde är Afghanistan. Inga underarter finns listade i Catalogue of Life.